# Vriesea fenestralis
Vriesea fenestralis är en gräsväxtart som beskrevs av Jean Jules Linden och Éduard-François André. Vriesea fenestralis ingår i släktet Vriesea och familjen Bromeliaceae. Inga underarter finns listade i Catalogue of Life.